# 치마바람
"치마바람"(Female Power)은 한국에서 제작된 이규웅 감독의 1967년 영화이다. 김지미 등이 주연으로 출연하였고 홍성칠 등이 제작에 참여하였다.

## 출연

### 주연
- 김지미
- 남정임
- 허장강
- 김희갑
- 도금봉

### 조연
- 김순철
- 남미리
- 나애심
- 이빈화
- 서영춘
- 양훈
- 오천평

## 기타
- 원작자: 유호
- 총지휘: 김완식
- 제작부장: 한창우
- 제작주임: 이남송
- 조명: 방한기
- 조연출: 하휘용
- 조연출: 노세한
- 조연출: 김병기
- 음향: 최형래
- 사운드: 한양
- 사운드: 손인호
- 미술: 조경환
- 진행: 지황
- 스틸: 이태식
- 소품: 이월호